# ディズマランド

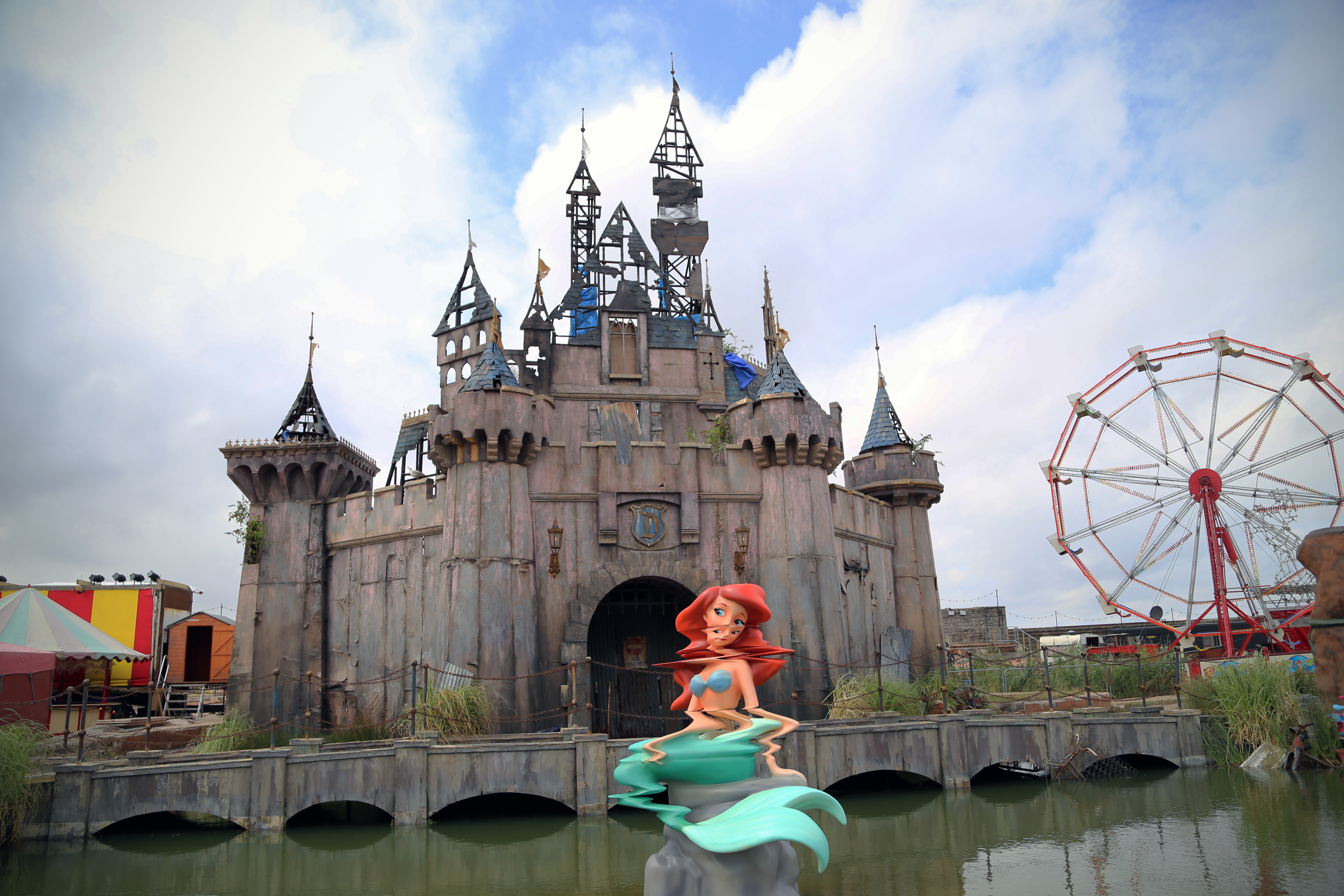
ディズマランド

ディズマランド (Dismaland) は、ストリート・アーティストのバンクシーがプロデュースしたテーマパークである。
2015年8月22日から9月27日まで、5週間の期間限定でイギリスのサマセット州のウェストン＝スーパー＝メアにて開催された。
名称のディズマランドは、Dismal (「憂鬱な」「陰気な」) とLand (「世界」) を組み合わせた造語である。
ビミューズメント・パーク（Bemusement Park）と副題が付けられており、「子どもにはふさわしくないファミリーテーマパーク」と宣伝された。

## 概要
イングランドのウェストン＝スーパー＝メアにて、2015年8月22日から9月27日まで、5週間の期間限定で開催された。ダミアン・ハーストなどの17カ国の約60人が、15年前に閉鎖したウェストン＝スーパー＝メアの屋外プール施設の跡地を改装して設置した。
夢の国「ディズニーランド」をダークパロディしたテーマパークでは、歪んだリトルマーメイドの彫刻や荒廃したシンデレラ城、カボチャの馬車で横転事故を起こしパパラッチに撮影されるシンデレラなどの作品が展示された。
ダミアン・ハーストやジェニー・ホルツァーなど、バンクシーを含む計58名のアーティストによる作品が展示された。
入場料は当日3ポンド、5歳以下は無料。

### 閉園
9月25日には閉園コンサートが開催され、プッシー・ライオットやデ・ラ・ソウル、デーモン・アルバーンらが出演した。
会期中に延べ15万人以上が来場し、地元への経済効果は約2000万ポンドとされている。
ディズマランドで使用された木材や設備は、閉園後、フランスのカレーで難民キャンプのシェルター建設に利用されることが公式ウェブサイト上で発表された。